# Xestoleberis acutipenis
Xestoleberis acutipenis is een mosselkreeftjessoort uit de familie van de Xestoleberididae. De wetenschappelijke naam van de soort is voor het eerst geldig gepubliceerd in 1963 door Caraion.